# Dirk Pitt
Dirk Eric Pitt è il personaggio immaginario protagonista di gran parte dei romanzi di Clive Cussler, di cui il primo è Vortice.

## Storia
Pitt viene descritto nei romanzi come un uomo dal fisico imponente (190 cm); possiede capelli neri e mossi e occhi di un intenso verde opale che spesso affascinano le donne ma allo stesso tempo sanno intimorire i suoi avversari e gli conferiscono uno sguardo audace e sicuro.
Lavora per la NUMA (National Underwater & Marine Agency), e ne è stato il Direttore dei Progetti Speciali fino al romanzo Odissea. Il suo migliore amico, con cui ha condiviso gran parte delle sue avventure, è Albert Giordino, che è il suo vice alla NUMA. È figlio del senatore della California George Pitt e di sua moglie Barbara. Prima di entrare a far parte della NUMA si è laureato presso l'Accademia Aeronautica degli Stati Uniti con il grado di Maggiore insieme con il suo amico di sempre Al Giordino.
Dirk vive in un hangar all'aeroporto di Washington dove, oltre a una vastissima e strabiliante collezione di auto d'epoca, possiede due aerei e stravaganti mezzi che lo hanno aiutato a sopravvivere durante le sue sfrenate avventure. Insieme alle auto d'epoca sono presenti, fra gli altri, anche un Messerschmitt Me 262, un Ford Trimotor e una carrozza di un treno. Una caratteristica peculiare dei libri di Cussler, infatti, sono inseguimenti al cardiopalma su macchine d'epoca che puntualmente finiscono per arricchire il parco auto di Dirk.
Non si separa mai della sua Colt M1911 e dal suo orologio Doxa.
Nelle sue avventure, Dirk Pitt ha avuto numerose donne: in effetti una delle caratteristiche principali dei romanzi di Cussler è la presenza quasi costante di una ragazza diversa, che nella maggior parte dei casi si ritrova a dover essere aiutata o salvata dal protagonista.
Nel finale del romanzo Walhalla ha scoperto di avere due figli di circa 23 anni avuti da Summer Moran, conosciuta durante un'avventura nell'oceano Pacifico e creduta morta alla fine dell'avventura di Vortice. Cresciuti dalla madre, che solo in punto di morte ha rivelato loro chi fosse il padre, si chiamano Summer e Dirk Pitt junior, quasi due cloni del padre, a cui si affiancheranno nei romanzi a venire (quelli scritti da Clive Cussler insieme al figlio Dirk Cussler). Ha avuto anche una storia d'amore con Maeve Fletcher, che però è morta a causa di sua sorella nel libro Onda d'urto. Attualmente è sposato con Loren Smith, senatrice degli Stati Uniti, conosciuta in Virus e presente anche in altre sue avventure.
Ha sostituito lo storico direttore della NUMA James Sandecker al termine del romanzo Odissea.

## Film
Pitt è apparso due volte sul grande schermo, nel film del 1980 Raise the Titanic! (in italiano, Blitz nell'oceano), adattamento del romanzo Recuperate il Titanic!, e nel film Sahara del 2005. Nel primo è stato interpretato da Richard Jordan, mentre nel secondo da Matthew McConaughey.

## Automobili di Dirk Pitt
Ecco un l'elenco di alcune delle automobili guidate o possedute da Dirk Pitt nei suoi libri:
- Enigma - 1936 Maybach Zeppelin Town car
- Recuperate il Titanic! - nessuna auto ma con riferimenti a una Stutz Bearcat Speedster e a una Renault recuperata dal Titanic
- Virus - nessuna auto
- Salto nel buio - AC Cobra and Jensen
- Vortice - AC Cobra
- Cyclops - Daimler
- Tesoro - Cord L-29
- Dragon - 1932 Stutz
- Sahara - 1936 Avions Voisin
- L'oro dell'inca - 1936 Pierce-Arrow Travelodge Trailer
- Onda d'urto - J2X Allard
- Alta marea - 1929 Model J Duesenberg
- Atlantide - 1929 Model J Duesenberg
- Walhalla - 1938 Packard Towncar
- Odissea - Marmon V-16
- Vento nero - 1958 Chrysler 300-D Cabriolet
- Il tesoro di Gengis Khan - 1920 Rolls Royce
- La freccia di Poseidone - Packard Speedster 8 Runabout
- Havana Storm - 1929 Bentley 4 1/2 Litre

## Romanzi di Clive Cussler con protagonista Dirk Pitt
- Vortice (1983)
- Enigma (1973)
- Iceberg (1975)
- Recuperate il Titanic! (1976)
- Virus (1978)
- Salto nel buio (1981)
- Missione Eagle (1984)
- Cyclops (1986)
- Tesoro (1988)
- Dragon (1990)
- Sahara (1992)
- L'oro dell'Inca (1994)
- Onda d'urto (1996)
- Alta marea (1997)
- Atlantide (1999)
- Walhalla (2001)
- Odissea (2003)
- Vento nero (2004)
- Il tesoro di Gengis Khan (2006)
- Morsa di ghiaccio (2008)
- Alba di fuoco (2010)
- La freccia di Poseidone (2013)
- Havana Storm (2014)
- Missione Odessa (2019)
- Il destino del faraone (2020)
- Il mare del diavolo (2021)
- The Corsican (2023)

Sebbene Vortice sia stato pubblicato dopo Enigma va tenuto presente che in realtà è la prima avventura in ordine cronologico. In Enigma infatti ci sono alcuni riferimenti alla storia narrata in Vortice.
Esiste inoltre un testo sulla vita di Dirk Pitt:
- Clive Cussler and Dirk Pitt Revealed (1998)